# Долгая (приток Луговой)
Долгая — река на территории России, протекает по Славскому району Калининградской области.

## География и гидрология
Река Долгая берёт своё начало у села Дубровка.
Долгая левобережный приток реки Луговой, её устье расположено к северо-западу от села Советского, в 17 километрах от устья Луговой. Длина реки — 13 километров. Площадь водосборного бассейна — 26,6 км².
Через Долгую переброшены ряд мостов, в том числе 5 железобетонных мостов

## Данные водного реестра
По данным государственного водного реестра России относится к Балтийскому бассейновому округу, водохозяйственный участок реки — реки бассейна Балтийского моря в Калининградской области без рек Неман и Преголя. Относится к речному бассейну реки Неман и рекам бассейна Балтийского моря (российская часть в Калининградской области).
Код объекта в государственном водном реестре — 01010000312104300009780.